# Alexia Nascimento
Alexia Nascimento (Campo Grande, 2 de setembro de 2002) é uma judoca brasileira.
Em outubro de 2023, aos 21 anos de idade, Alexia sagrou-se campeã pan-americana na categoria até 48 quilos nos jogos de Santiago 2023.

## Carreira
Alexia é treinada pelo seu pai, Alessandro Nascimento e compete pelo Esporte Clube Pinheiros.
Em 2021, Alexia foi campeã dos jogos pan-americanos júnior em Cali, Colômbia.
Em junho de 2022, ela foi campeã brasileira de Judô. Nesse mesmo mês, conquistou a medalha de prata na Copa Europeia Sub-21 de Graz, na Áustria.
Nos jogos pan-americanos de 2023, realizados em Santiago, Chile, Alexia conquistou a medalha de ouro na categoria até 48 quilos, o seu maior título da carreira.